# Theme from the V.I.P.s
Bill Evans, his piano and orchestra, play Theme from the V.I.P.’s and other great songs est un album du pianiste de jazz Bill Evans enregistré et publié  en 1963.

## Historique
Les titres qui le composent ont été enregistrés à New York, le 6 mai et  durant l’été 1963 :
- A&R Studios (ingénieur du son Phil Ramone).
- RCA Studios / Webster Hall (ingénieur du son Bob Simpson)

Cet album, produit par Creed Taylor, a été initialement publié en 1963 par le label MGM (E/SE 4184)
Lors de la réédition des albums de la période Verve Records-MGM pour le coffret de 18 cd The Complete Bill Evans on Verve, cet album avait été écarté pour sa faible valeur artistique («rejected from this set because of its negligible artistic merits»).
Cet album a été réédité en 2008 par "Warner Bros Europe" avec un logo Verve.

## Titres de l’album
| No  | Titre                       | Auteur                                               | Durée |
| --- | --------------------------- | ---------------------------------------------------- | ----- |
| 1.  | Theme from "Mr. Novak"      | Lyn Murray                                           | 2 :04 |
| 2.  | The Caretakers Theme        | Elmer Bernstein                                      | 2 :51 |
| 3.  | More                        | Riz Ortolani                                         | 2:40  |
| 4.  | Walk on the Wild Side       | Elmer Bernstein, Mack David                          | 2 :34 |
| 5.  | The Day of Wine and Roses   | Henry Mancini, Johnny Mercer                         | 4:01  |
| 6.  | Theme from "the V.I.P.s”    | Miklos Rozsa                                         | 2 :28 |
| 7.  | Hollywood                   | Bill Evans, Claus Ogerman                            | 3:36  |
| 8.  | Sweet September             | Bill McGuffie                                        | 2:07  |
| 9.  | On Green Dolphin Street     | Bronislau Kaper, Ned Washington                      | 2 :43 |
| 10. | The Man With the Golden Arm | Elmer Bernstein, Sylvia Fine                         | 2 :32 |
| 11. | Laura                       | David Raksin, Johnny Mercer                          | 2:31  |
| 12. | On Broadway                 | Jerry Leiber, Mike Stoller, Barry Mann, Cynthia Weil | 2:31  |

## Personnel
- Bill Evans : piano
- Claus Ogerman : arrangements et direction

Grand Orchestre (cordes, vents, chœur et section rythmique) avec, probablement, :
- Harry Lookofsky : premier violon
- Carl Lynch : guitare
- Milt Hinton ou Whitey Mitchell : contrebasse

## À propos de l'album
Cet album est l’unique album musak / easy listening de Bill Evans. En 1970, Evans enregistrera un autre album à visées commerciales, From Left to Right, mais ce deuxième album reste quand même essentiellement un « album de jazz ».
De 1956 à  1963,  Bill Evans est sous contrat avec Riverside Records. Orrin Keepnews, le producteur, lui laisse une grande liberté dans ses choix artistiques. Evans n’enregistre donc que des albums de « pur jazz ».
En 1963, Evans signe avec Verve Records-MGM.  Creed Taylor, qui produit les albums des deux labels, va le pousser à diversifier sa production : albums avec d'autres « vedettes » de la marque (Stan Getz, Gary McFarland,...), en solo, en re-recording, avec orchestre symphonique,...
Le présent album est l’album le plus « commercial » de la période « Verve-MGM ». Le concept de Creed Taylor est de faire jouer à Evans des musiques de films (généralement produits par la MGM), un générique de série télévisée (Mr. Novak) et deux "tubes" de l'année (On Broadway des Drifters, Sweet September des Lettermen). Pour augmenter le « potentiel commercial », Taylor fait accompagner Evans par un grand orchestre et des chœurs. Les arrangements sont écrits par un des «arrangeurs habituels» de la compagnie, Claus Ogerman
Bill Evans n'était pas dupe sur la faible qualité artistique de ce disque. À la fois fataliste et réaliste, il avait déclaré que la réalisation de cet album avait été "a cold, hard business" et avait même proposé qu'il soit publié sous le pseudonyme de Gregorio Ivan Ivanoff (forme "russe" pour William John Evans). Evans, qui dans les années 50 avait joué dans des orchestres de variétés, tempérait ses propos en déclarant : "I've played lot of lousy jobs and lousy music. Certainly, this is nice and pleasing, a lot better that I'm refering to". Certes, ce disque est un agréable album de "musique d'ascenseur" mais est très en dessous de la production habituelle du pianiste.